# Palais cérémonial de Géorgie
Palais Avlabari
Le palais cérémonial de Géorgie (en géorgien: სახელმწიფო ცერემონიების სასახლე, littéralement : Palais des cérémonies d'État), également désigné palais Avlabari ou administration présidentielle de Géorgie, autrefois désigné palais présidentiel de Géorgie, est le lieu abritant l'administration du président de la Géorgie ainsi que le bureau de travail celui-ci. Installé dans un bâtiment rénové de l'ancienne gendarmerie impériale, l'administration présidentielle est située sur la rive gauche du fleuve Koura, dans le quartier Avlabari (en) de Tbilissi, en Géorgie.

## Historique

Le palais cérémonial avec le Rike Park et le Rike Music Theater and Exhibition Center.

La construction du bâtiment administratif commence en 2004 sur la base d'un édifice néo-classique du XIXe siècle, qui abritait autrefois la gendarmerie impériale. Les travaux sont achevés en 2009. 
La version finale a été conçue par l'architecte italien Michele De Lucchi qui a également conçu le siège du ministère de l'Intérieur, le pont de la Paix à Tbilissi et l'hôtel Medea à Batoumi. La façade du bureau présidentiel apparaît en mosaïque créée par la designer géorgienne Natalia Amirejibi de Pita avec un aphorisme du poème géorgien médiéval Le Chevalier à la peau de panthère : « Le bien a vaincu le mal ; son essence est durable ». 
Les éléments les plus importants du projet sont deux « miroirs d'eau » scintillants, composés de mosaïques, de 28 mètres de long et de 1,6 mètre de haut (soit 89,6 m²), situés devant le bâtiment principal, appelés Notre histoire et notre identité, résumant l'intégralité de l'histoire complexe et colorée de la Géorgie et créés par Natalia Amirejibi de Pita.
Le dôme du bâtiment, construit en verre cintré tridimensionnel en Allemagne, a été conçu par l'architecte géorgien Vakhtang Zesashvili et l'architecte italien Franc Zagari. Devant le bâtiment administratif, face à l'entrée principale se dresse un monument tournant en trois couleurs, conçu par l'ambassadrice de Géorgie en Allemagne et petite-fille du dernier empereur d'Autriche Charles Ier, Gabriela de Habsbourg, représentant les trois branches du gouvernement : le législatif, l'exécutif et le judiciaire.
Depuis l'investiture de la présidente Salomé Zourabichvili en 2018, la résidence officielle du chef de l'État géorgien se situe au palais d'Orbeliani.

## Structure
Le bureau principal du président est composé de l'administration, du porte-parole de la presse, de sept conseillers du président sur diverses questions, de quatre conseillers en politique étrangère, judiciaire, économique et énergétique et en affaires de coordination des transports. 
Les onze autres départements de l'administration sont le secrétariat du président, le secrétariat du chef de l'Administration, le bureau du secrétaire parlementaire, le bureau des questions juridiques, le bureau de presse, le bureau de la citoyenneté, des récompenses et de la protection de l'État, le bureau de l'organisation et des ressources humaines, le bureau économique, le bureau des événements culturels, le bureau des relations publiques et le bureau du protocole et des affaires étrangères.